# Tobago
Tobago er den mindste af de to hovedøer som udgør nationen Trinidad og Tobago. Øen ligger nordøst for Trinidad. Tobago har et areal på 300 km² (medregnet småøerne Little Tobago, St. Giles Island, Goat Island og Sisters' Rock bliver det 303 km²) og en befolkning på ca. 50.000. Øen har to af de elleve regioner i landet. Hovedstad på øen og for regionen Western Tobago er Scarborough med omkring 25.000 indbyggere. Hovedstad for regionen Eastern Tobago er Roxborough.
Tobago er også kendt for smukke badestrande og er et af Caribiens største rejsemål for dykkere. Udenfor øen finder man blandt andet verdens største hjernekoral.
11°15′00″N 60°40′01″V / 11.25°N 60.667°V